# Cratere Runak
Runak  è un cratere sulla superficie di Venere.